# Heroon
Heroon (af gr. heros 'helt') var i antikkens Grækenland en helligdom for en heros, oprindelig
hans grav eller et derover bygget kapel eller
lignende, senere ofte et fuldstændigt tempel som
for en guddom.
Eksempler er Pandions Heroon på
Akropolis, Pelops-helligdommen i Olympia og
"Filippeion" (340—30 f. Kr.) samme sted; bedst
bevaret er heroon i Gjølbaschi i Lilleasien. Oprindelig skulle
indgangen, modsat gudernes templers, være fra vest.